# Leichte Nahverkehrstriebwagen

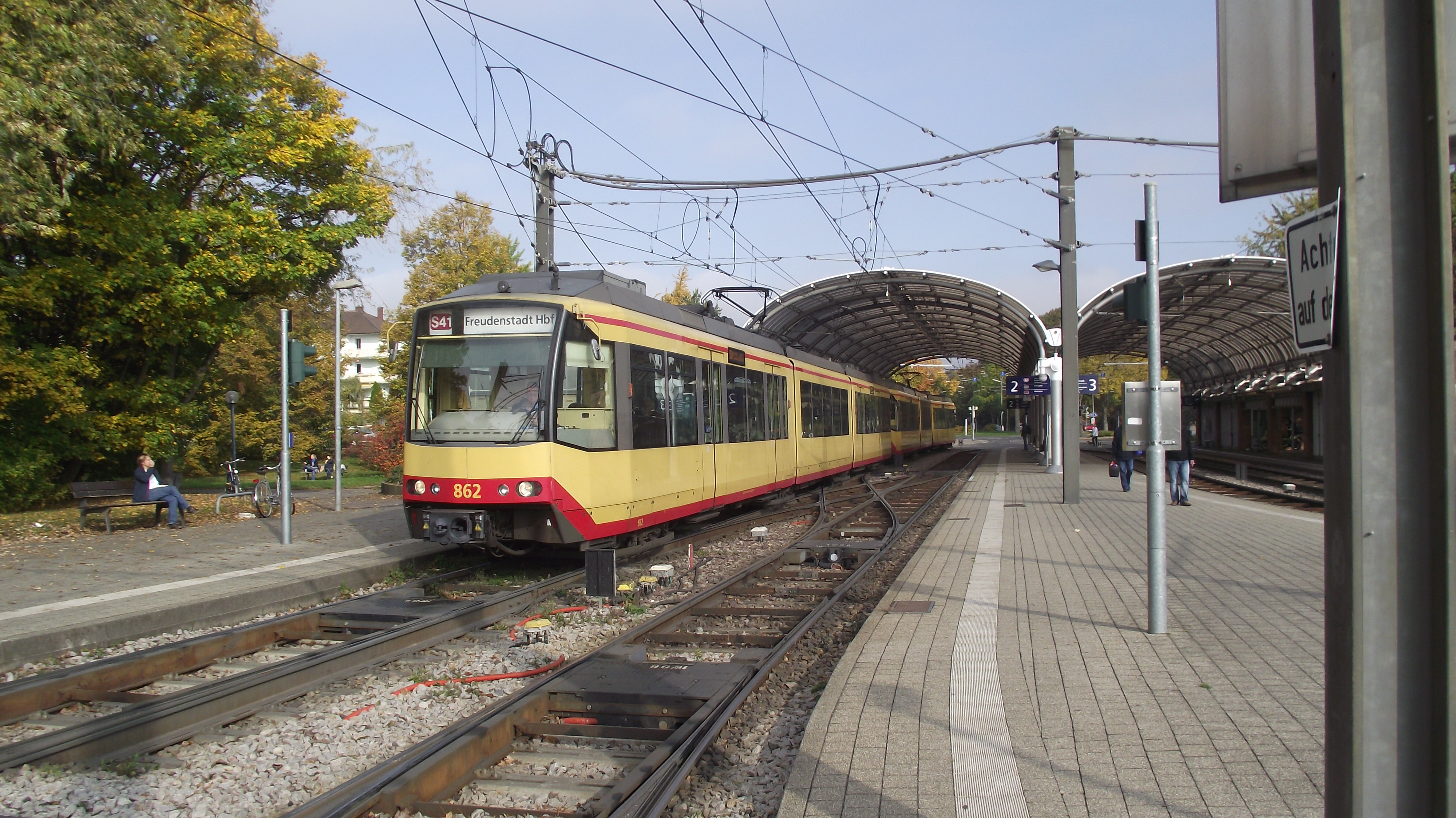
Ein GT8-100D der Albtal-Verkehrs-Gesellschaft in Karlsruhe Albtalbahnhof, zwischen dem Karlsruher Straßenbahnnetz der VBK und der Bahnstrecke Mannheim–Rastatt der DB

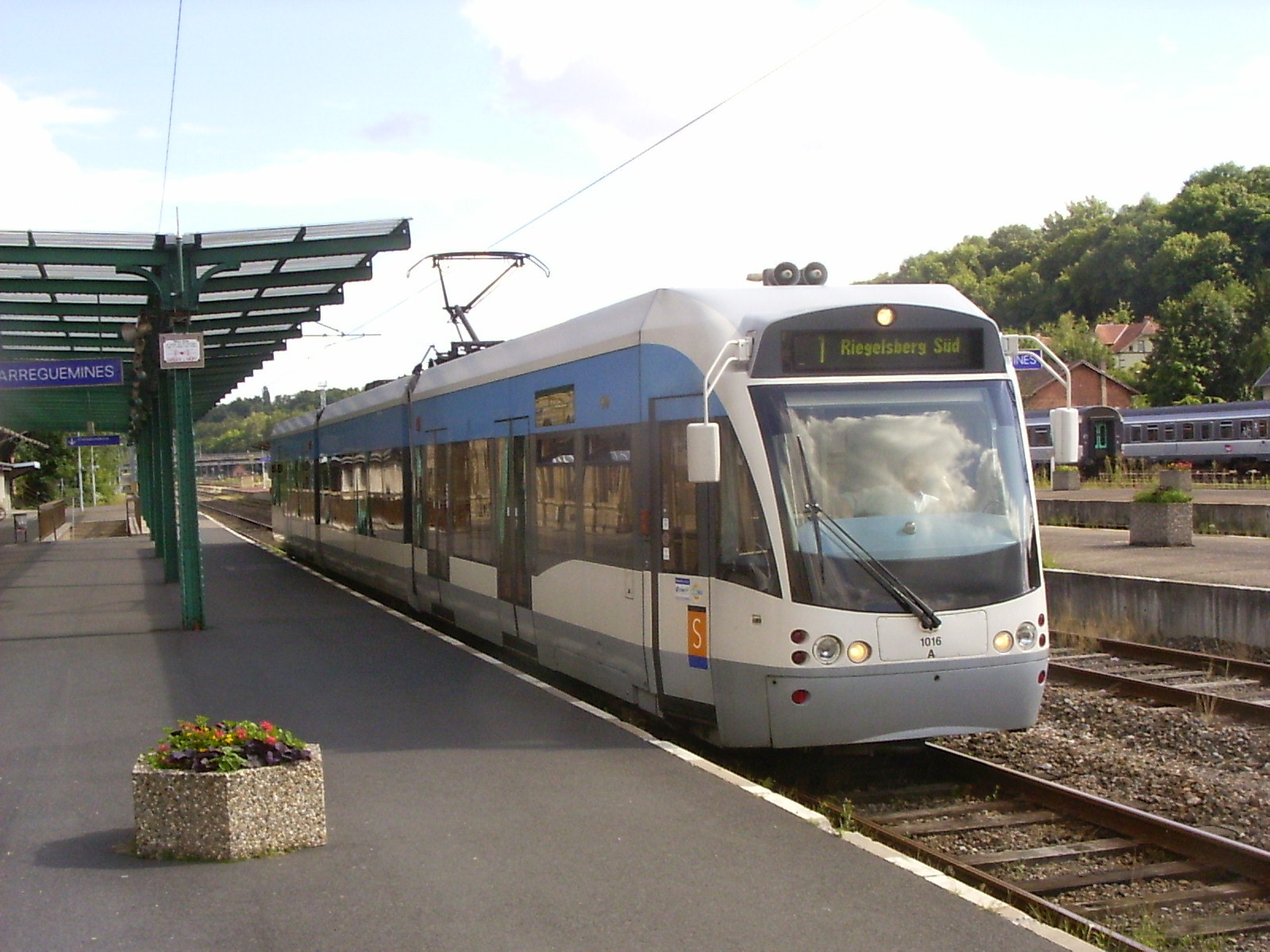
Der Saarbrücker Stadtbahnwagen 1016 im französischen Saargemünd, dort mittels besonderer Genehmigung

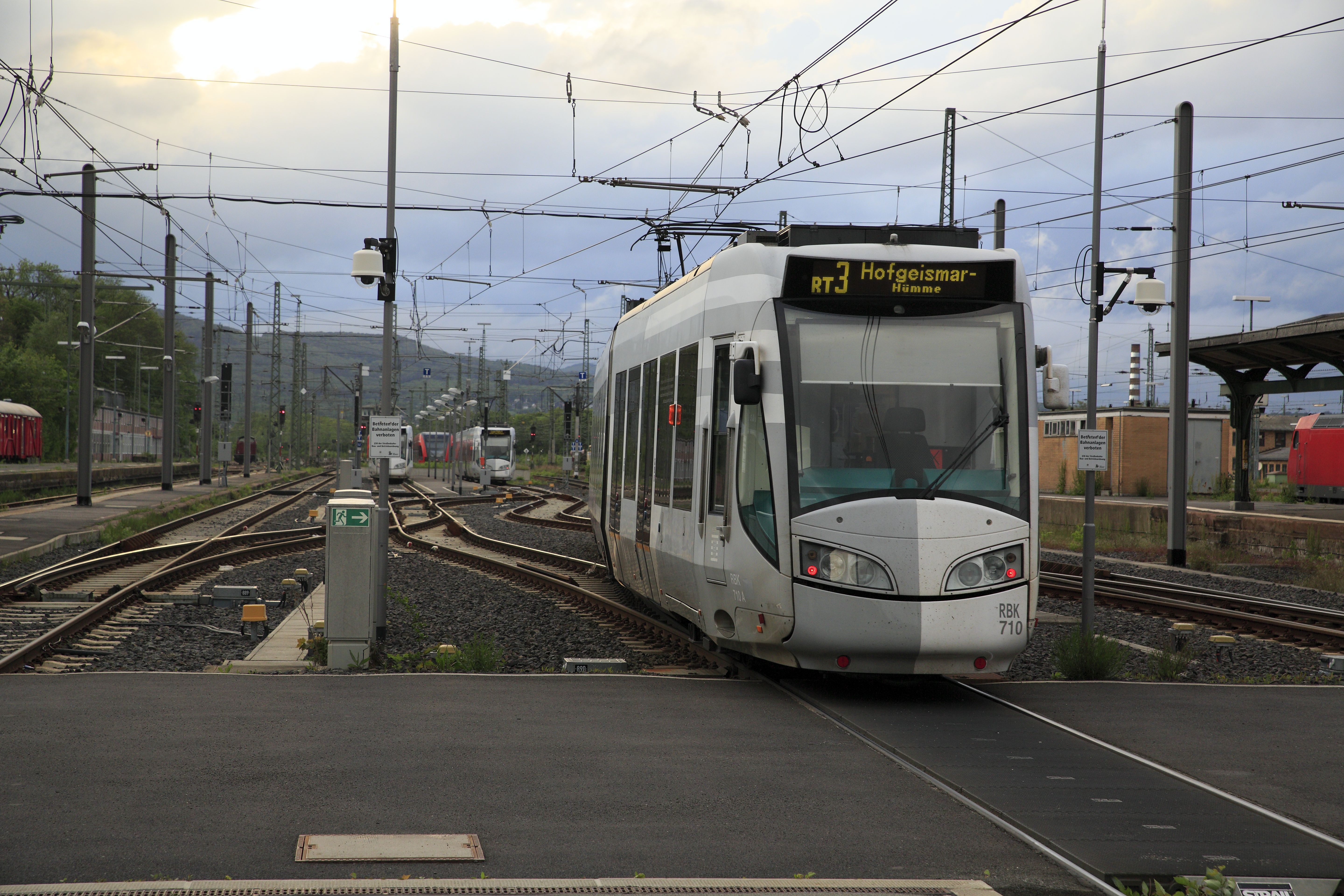
Ein Regio-Citadis in Kassel Hbf kurz vor dem Wechsel von Straßenbahn auf Eisenbahn

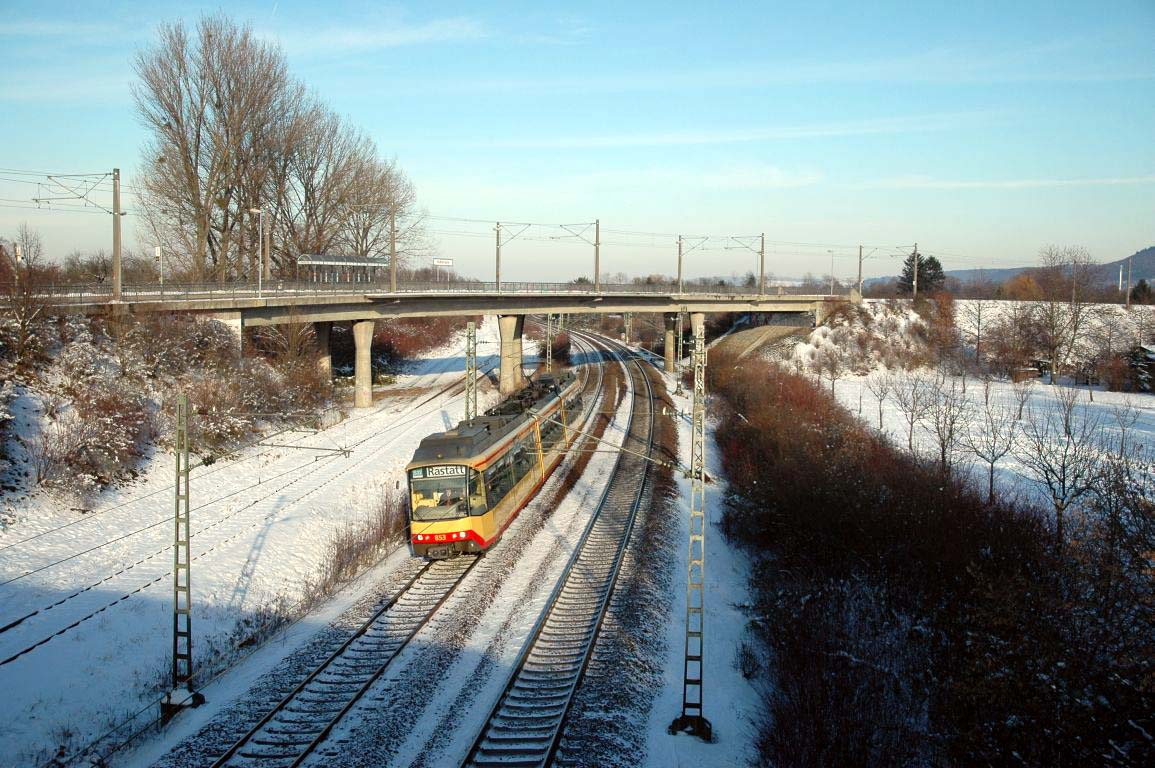
Ein GT8-100D auf der Rheintalbahn zwischen Bruchsal und Karlsruhe, unterhalb der Straßenbahnstrecke Durlach–Grötzingen, die zu den Eisenbahnstrecken nach Heilbronn und Pforzheim führt

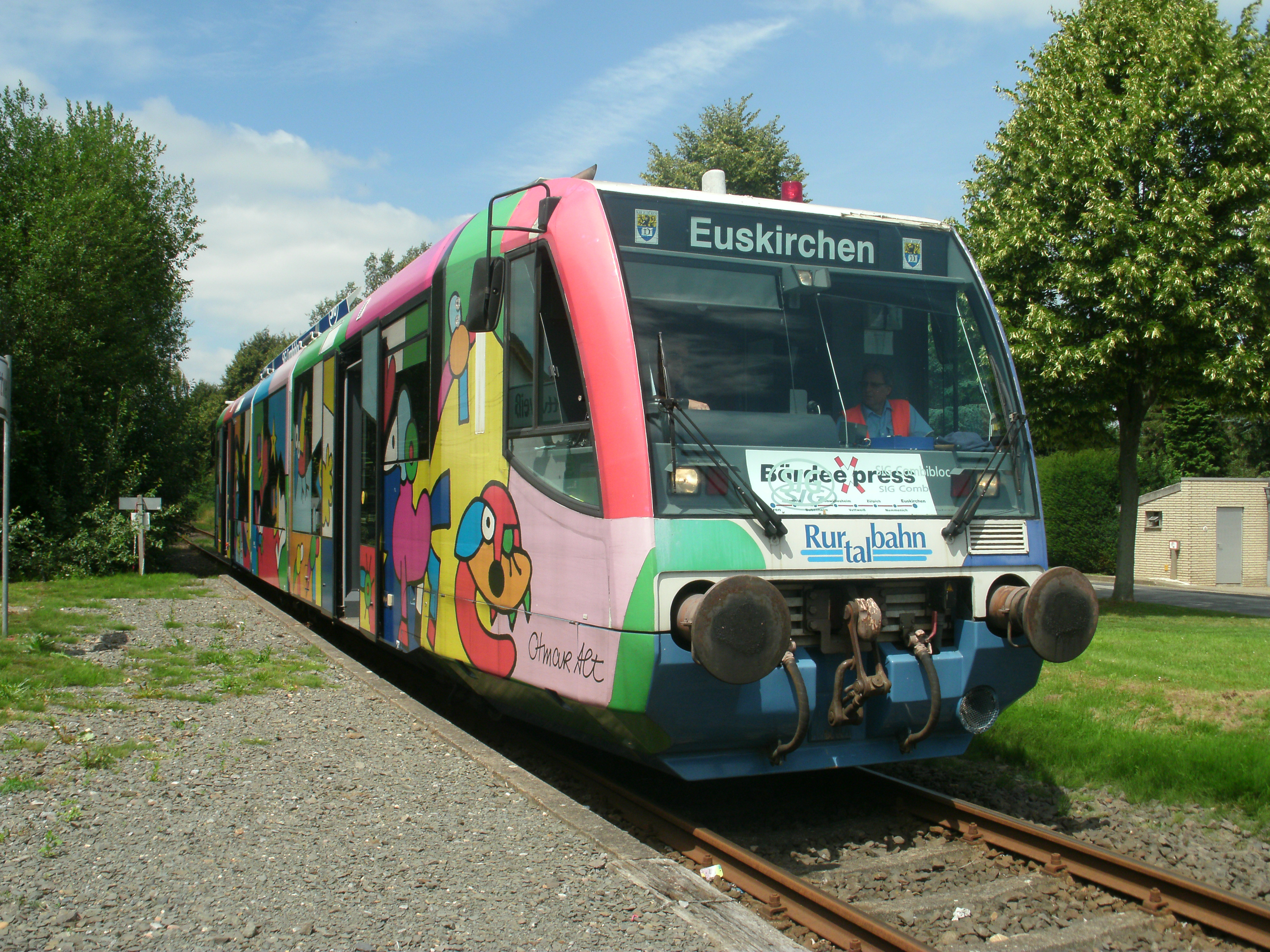
Ein Regiosprinter der Rurtalbahn, inzwischen kein LNT mehr

Leichte Nahverkehrstriebwagen sind Schienenfahrzeuge, die nicht die für gewöhnliche Eisenbahnfahrzeuge erforderliche Rahmensteifigkeit (also die vom Wagenkasten aufnehmbare Längsdruckkraft:B.1.3) aufweisen. Dabei ist – wie bei anderen bei diesen Fahrzeugen möglichen Abweichungen von den anerkannten Regeln der Technik – die mindestens gleiche Sicherheit gegenüber der Aufsichtsbehörde des Eisenbahninfrastrukturunternehmens nachzuweisen.:4

## Geschichte
Bereits früher gab es Fahrzeuge mit geringer Rahmensteifigkeit als im internationalen Verkehr vorgeschrieben, beispielsweise die VT 95 und VT 98 mit 500 kN.:B.1.3 Nach mehreren schweren Unfällen mit diesen Fahrzeugen wegen der damals oft noch nicht vorhandenen Sicherungstechnik wurden bei der Deutschen Bundesbahn ab etwa 1972 die entsprechenden UIC-Merkblätter auch für Nahverkehrstriebwagen angewandt.:B.1.3
In den 1980er Jahren entstand in Karlsruhe der Mischbetrieb auf der Hardtbahn als erste Erweiterung der Stadtbahn Karlsruhe, die bereits seit 1958 mit einem Mischbetrieb von Straßenbahnfahrzeugen auf Eisenbahngleisen auf der Albtalbahn bestand. Bei den nur in diesem „Einsystem-Netz“ eingesetzten GT6/8-80C bestand jedoch noch kein Bedarf für besondere Zulassungsbedingungen, da es sich um eine nichtbundeseigene Eisenbahn handelt bzw. im Fall der Hardtbahn sie zu einer solchen umgewandelt wurde.:C.7 Daraufhin entstand jedoch der Wunsch nach weiteren Erweiterungen. So fuhren die GT8-100C/2S ab 1991 anfangs mittels streckenbezogener Zulassung.:B.3.4 Dies war außerdem nicht auf der damals schon gewünschten Strecke nach Wörth, sondern nur auf den weniger stark befahrenen Strecken nach Bretten und Pforzheim möglich.
Im Oktober 1992 hat das Bundesministerium für Verkehr ein Gutachten zum „Einsatz von Straßenbahnfahrzeugen/LNT auf Eisenbahnstrecken des öffentlichen Verkehrs“ in Auftrag gegeben, das am 5. November 1993 fertiggestellt wurde. Als Folge dieses „Basisgutachtens“ wurden am 28. Dezember 1993 die „Besonderen Bedingungen für das Verkehren von Leichten Nahverkehrstriebwagen im Mischbetrieb mit Regelfahrzeugen der Eisenbahnen des öffentlichen Verkehrs“ bekanntgegeben.:B.1.4, D.X.23 Hierbei war die Höchstgeschwindigkeit auf 80 km/h begrenzt und Flankenschutz durch Schutzweichen vorgeschrieben.:B.1.4
Im August 1994 gab das BMV ein weiteres Gutachten in Auftrag, das auch Geschwindigkeiten von 90 km/h und 100 km/h berücksichtigte und im März des Folgejahres fertiggestellt wurde. Am 24. April 1995 wurden die LNT-Bedingungen aktualisiert.
In einem dritten Gutachten von September 1994 bis Dezember 1996 wurde ermittelt, welche Bedingungen ein Leichttriebwagen erfüllen muss, um nicht als LNT, sondern als vollwertiges EBO-Regelfahrzeug zugelassen zu werden.:B.1.5 Hierauf basierend erfolgte im Mai 1998 die Änderung der Zulassung der RegioSprinter trotz seiner Längskraftfestigkeit von nur 600 kN.:B.1.5

## Anforderungen
Die Fahrzeuge müssen die Bremsverzögerungen erreichen, die für im Verkehrsraum öffentlicher Straßen verkehrende Straßenbahnfahrzeuge vorgeschrieben sind.:1.2 Sie müssen mindestens einen Pufferdruck von 600 kN (statt der bei Straßenbahnen üblichen 200 kN) aushalten. Außerdem müssen sie und die befahrenen Strecken mit einem miteinander kompatiblen Zugfunksystem ausgerüstet sein.:1.3, 2.1

## Einschränkungen
Grundsätzlich dürfen diese Fahrzeuge höchstens 100 km/h schnell fahren. Für Geschwindigkeiten über 90 km/h muss jedoch für die Betriebsführung und -sicherheit der Strecke ein Qualitätssicherungssystem nach ISO 9001 bestehen.:3.2 Die Streckenhöchstgeschwindigkeit darf nicht größer als 160 km/h,:2.6 in zweigleisigen Tunneln nicht größer als 120 km/h sein.:2.7
Nebenbahnen mit einer Streckenhöchstgeschwindigkeit ab 50 km/h dürfen sie außer als nicht regelmäßige Überführungsfahrten:3.4 nur befahren, wenn Hauptsignale vorhanden sind, die Weichen signalabhängig sind und bei eingleisigen Strecken ein Gegenfahrschutz vorhanden ist.:2.2 Bei Strecken mit einer Höchstgeschwindigkeit von mehr als 80 km/h und bei Hauptbahnen muss – außer für Überführungsfahrten –:3.4 zusätzlich Streckenblock vorhanden sein.:2.3 Wenn die Streckenhöchstgeschwindigkeit größer als 100 km/h ist sowie wenn die Streckenhöchstgeschwindigkeit bei einem Anteil der Züge aus Regelfahrzeugen von mehr als 30 % größer als 80 km/h ist, müssen außer für Überführungsfahrten:3.4 die Weichen signalabhängig und Hauptsignale, Streckenblock und Zugbeeinflussungsanlagen, sowie in den Bahnhöfen in Gleisen, die nicht ausschließlich für LNT verwendet werden, Gleisfreimeldeanlagen vorhanden sein.:2.4
Das Gegengleis darf bei Einsatz von LNT nur im Gleiswechselbetrieb befahren werden.:2.5 Bei Strecken mit durchschnittlich höchstens vier planmäßigen Zügen pro Stunde und einer Höchstgeschwindigkeit von maximal 120 km/h darf das Gegengleis darüber hinaus bei Störungen bis zum Ende des Betriebstags befahren werden, wobei die LNT höchstens 90 km/h schnell fahren dürfen.:2.5
Rangiert werden darf mit Regelfahrzeugen in Gleise mit Reisenden besetzten LNT, die nicht durch ein haltzeigendes Signal geschützt sind, nur, wenn dies nur „gelegentlich“ geschieht, die Streckenhöchstgeschwindigkeit höchstens 90 km/h ist und planmäßig durchschnittlich höchstens vier Züge pro Stunde verkehren.:3.1 Hierbei muss sich an der Spitze der Rangierabteilung ein Bahnmitarbeiter befinden, der sie unmittelbar über die Druckluftbremse anhalten können muss.:3.1
Bei der DB Netz werden Strecken, bei denen die Erfüllung dieser Kriterien erfolgreich geprüft wurde, in den „bestätigten Einsatzraum für LNT“ aufgenommen und dem Eisenbahn-Bundesamt bekanntgegeben. Die nach den LNT-Bedingungen aufzustellenden betrieblichen Anweisungen:3.2 sind bei ihr beispielsweise die „Betriebsanweisung für das Fahren mit Leichten Nahverkehrstriebwagen im Mischbetrieb mit Regel-Fahrzeugen auf Strecken von DB Netz, Niederlassung Südwest, Betriebsstandorte Karlsruhe und Stuttgart, gültig vom 26. September 1999 an“.

## LNT-Fahrzeuge
- GT8-100C/2S
- GT8-100D/2S-M
- ET 2010[8]
- RegioSprinter[9] (600 kN), seit März 1998 volle EBO-Zulassung[10]
- Variobahn Chemnitz
- Citylink Chemnitz
- RegioCitadis[11]
- S1000[12]